# سيمون ستراند
سيمون ستراند (بالسويدية: Simon Strand) هو لاعب كرة قدم سويدي في مركز الدفاع، ولد في 25 مايو 1993. لعب مع نادي أوسترس.

## وصلات خارجية
- سيمون ستراند على موقع اتحاد السويد (السويدية)
- سيمون ستراند على موقع قاعدة بيانات كرة القدم.إي يو (الإنجليزية)
- سيمون ستراند على موقع Soccerway.com (الإنجليزية)